# Morón de la Frontera (Gerichtsbezirk)
Der Gerichtsbezirk Morón de la Frontera ist einer der 15 Gerichtsbezirke in der Provinz Sevilla.
Der Bezirk umfasst 5 Gemeinden auf einer Fläche von 890,56 km² mit dem Hauptquartier in Morón de la Frontera.

## Gemeinden
| Gemeinde                            | Einwohner (2024) | Fläche km² | Dichte Einw./km² | Cod INE | Postleitzahl |
| ----------------------------------- | ---------------- | ---------- | ---------------- | ------- | ------------ |
| Coripe                              | 1.198            | 51,46      | 23               | 41035   | 41780        |
| Montellano                          | 7.031            | 116,71     | 60               | 41064   | 41770        |
| Morón de la Frontera                | 27.228           | 431,94     | 63               | 41065   | 41530        |
| Pruna                               | 2.509            | 100,64     | 25               | 41076   | 41670        |
| La Puebla de Cazalla                | 10.799           | 189,81     | 57               | 41077   | 41077        |
| Gerichtsbezirk Morón de la Frontera | 48.765           | 890,56     | 55               | –       | –            |